# Suchowo, Tỉnh West Pomeranian
Suchowo [suˈxɔvɔ] (tiếng Đức: Zuchow) là một ngôi làng thuộc khu hành chính của Gmina Kalisz Pomorski, thuộc quận Drawsko, West Pomeranian Voivodeship, ở phía tây bắc Ba Lan. Nó nằm khoảng 7 kilômét (4 mi) về phía tây bắc của Kalisz Pomorski, 25 km (16 mi) về phía nam của Drawsko Pomorskie và 83 km (52 mi) về phía đông của thủ đô khu vực Szczecin.
Trước năm 1945, khu vực này là một phần của Đức. Đối với lịch sử của khu vực, xem Lịch sử của Pomerania.